# Francesco Cilea
Francesco Cilea, italijanski operni skladatelj, * 26. julij 1866, Palmi blizu Reggio di Calabria, Italija, † 20. november 1950, Varazze, Italija.

## Življenje
Glasbo je študiral na konservatoriju v Neaplju. Od 1890 do 1892 je bil na tem konservatoriju učitelj klavirja, od leta 1896 do 1904 pa profesor za teorijo (kontrapunkt) na glasbenem zavodu v Firencah. Leta 1913 je bil imenovan za ravnatelja konservatorija v Palermu, kjer je ostal tri leta, od tu pa je prišel nazaj v Neapelj, kjer je postal direktor tamkajšnjega konservatorija. Upokojil se je leta 1936.

## Delo
Izmed številnih del iz skladateljevega opusa sta danes poznani dve operi, in sicer:
- Arležanka (1897) (skladatelj jo je nato kar trikrat predelal, in sicer 1898, 1910, 1937)
- Adriana Lecouvreur (1902)